# جنگل سنگی (فیلم)
جنگل سنگی (انگلیسی: The Petrified Forest) فیلمی در ژانر نوآر و جنایی به کارگردانی آرچی مایو است که در سال ۱۹۳۶ منتشر شد.

## بازیگران
- لسلی هاوارد
- بت دیویس
- هامفری بوگارت
- جنویو توبین
- دیک فورن
- پرتر هال
- چارلی گریپوین
- جو سایر
- پل هاروی
- گاس لئونارد
- آدریان موریس